# Tang Lin (Judoka)
Tang Lin (chinesisch 唐琳, Pinyin Táng Lín; * 7. Mai 1976 in Neijiang) ist eine ehemalige chinesische Judoka, die 2000 Olympiasiegerin in der Gewichtsklasse bis 78 Kilogramm war.
Die 1,78 m große Tang Lin gewann bei den Asienmeisterschaften 1996 die Silbermedaille hinter der Japanerin Saki Yoshida. Zwei Jahre später siegte sie bei den Asienspielen 1998 in Bangkok vor der Kasachin Varvara Massyagina.
Nachdem Tang Lin bei den chinesischen Meisterschaften 2000 gewonnen hatte, wurde sie für die Olympischen Spiele in Sydney nominiert. Im Viertelfinale besiegte sie die Brasilianerin Edinanci Silva und im Halbfinale gewann sie gegen die Belgierin Heidi Rakels, beide Male durch Waza-ari. Das Finale gegen die Französin Céline Lebrun entschied Tang Lin durch eine Yuko-Wertung für sich. 2001 erreichte die Olympiasiegerin beim Super-Weltcup-Turnier in Sevilla den fünften Platz. Danach endete ihre internationale Karriere.